# 育音堂
育音堂（YUYINTANG Livehouse）成立于2004年，位于上海长宁区凯旋路，是一家live house。

## 简介
2004年10月，育音堂作为一家策划摇滚演出公司成立。创始人为张海生。2006年，于上海龙漕路（位于当时下河迷仓的底楼）开幕了它的第一家live house。「育音堂」的名字取自上海的育婴堂路，改「婴」為「音」意為「培育音乐的地方」。
2007年4月，育音堂搬迁至凯旋路，其建筑原是天山公园内的小白楼，可容纳两三百人。演出类型以摇滚、民谣、爵士居多。2018年，于愚园路开设分店育音堂音乐公园，同时在老店的二楼开设乐队排练房。育音堂举办各种乐队巡回，并邀请各国音乐人演出，被稱为上海最老牌的live house。